# Správní obvod obce s rozšířenou působností Prostějov
Správní obvod obce s rozšířenou působností Prostějov je od 1. ledna 2003 jedním ze dvou správních obvodů rozšířené působnosti obcí v okrese Prostějov v Olomouckém kraji. Čítá 75 obcí.
Města Prostějov a Němčice nad Hanou jsou obcemi s pověřeným obecním úřadem.

## Seznam obcí
Poznámka: Města jsou vyznačena tučně, městyse kurzívou.
- Alojzov
- Bedihošť
- Bílovice-Lutotín
- Biskupice
- Bousín
- Brodek u Prostějova
- Buková
- Čehovice
- Čechy pod Kosířem
- Čelčice
- Čelechovice na Hané
- Dětkovice
- Dobrochov
- Dobromilice
- Doloplazy
- Drahany
- Držovice
- Dřevnovice
- Hluchov
- Hradčany-Kobeřice
- Hrdibořice
- Hrubčice
- Hruška
- Ivaň
- Klenovice na Hané
- Klopotovice
- Kostelec na Hané
- Koválovice-Osíčany
- Kralice na Hané
- Krumsín
- Laškov
- Lešany
- Malé Hradisko
- Mořice
- Mostkovice
- Myslejovice
- Němčice nad Hanou
- Nezamyslice
- Niva
- Obědkovice
- Ohrozim
- Olšany u Prostějova
- Ondratice
- Otaslavice
- Otinoves
- Pavlovice u Kojetína
- Pěnčín
- Pivín
- Plumlov
- Prostějov
- Prostějovičky
- Protivanov
- Ptení
- Rozstání
- Seloutky
- Skalka
- Slatinky
- Smržice
- Srbce
- Stařechovice
- Stínava
- Tištín
- Tvorovice
- Určice
- Víceměřice
- Vícov
- Vincencov
- Vitčice
- Vranovice-Kelčice
- Vrbátky
- Vrchoslavice
- Vřesovice
- Výšovice
- Zdětín
- Želeč

## Obyvatelstvo
| Rok  | Obyv.   | ± %     |
| ---- | ------- | ------- |
| 1869 | 72 084  | —       |
| 1880 | 79 969  | +10,9 % |
| 1890 | 85 302  | +6,7 %  |
| 1900 | 92 045  | +7,9 %  |
| 1910 | 103 406 | +12,3 % |

| Rok  | Obyv.   | ± %    |
| ---- | ------- | ------ |
| 1921 | 103 203 | −0,2 % |
| 1930 | 108 721 | +5,3 % |
| 1950 | 100 965 | −7,1 % |
| 1961 | 102 884 | +1,9 % |
| 1970 | 99 942  | −2,9 % |

| Rok  | Obyv.   | ± %    |
| ---- | ------- | ------ |
| 1980 | 102 996 | +3,1 % |
| 1991 | 100 096 | −2,8 % |
| 2001 | 98 176  | −1,9 % |
| 2011 | 97 089  | −1,1 % |
| 2021 | 96 216  | −0,9 % |